# Корреа, Эмилио (боксёр, 1953)
Эми́лио Корре́а Вайлья́нт (исп. Emilio Correa Vaillant; 21 марта 1953, Сантьяго-де-Куба, Орьенте — 11 марта 2024, Боа-Виста) — кубинский боксёр первой средней весовой категории, в 1970-е годы выступал за сборную Кубы. Чемпион летних Олимпийских игр в Мюнхене, чемпион мира, чемпион Панамериканских игр, победитель многих международных турниров и национальных первенств. Также известен как тренер по боксу.

## Биография
Эмилио Корреа родился 21 марта 1953 года в городе Сантьяго-де-Куба одноимённой провинции. Активно заниматься боксом начал в возрасте четырнадцати лет, проходил подготовку в боксёрском зале Лос-Ойос. Первого серьёзного успеха на ринге добился в 1971 году, когда, боксируя в первом среднем весе, попал на Панамериканские игры в Кали и завоевал там золотую медаль. Благодаря череде удачных выступлений удостоился права защищать честь страны на летних Олимпийских играх 1972 года в Мюнхене — в ходе олимпийского турнира одолел таких сильных боксёров как Манфред Вольке, Гюнтер Мейер, Джесси Вальдес, Янош Кайди и выиграл золото. Год спустя впервые стал чемпионом Кубы (впоследствии повторил это достижение ещё три раза).
В 1974 году Корреа боксировал на впервые организованном чемпионате мира в Гаване, победил там всех своих соперников, в том числе американца Клинтона Джексона в финале. В следующем сезоне ездил на Панамериканские игры в Мехико, привёз оттуда медаль бронзового достоинства — в полуфинале вновь встретился с Джексоном и на сей раз уступил ему. Оставаясь лидером сборной в первой средней весовой категории, представлял страну на Олимпийских играх 1976 года в Монреале, где, тем не менее, уже во втором матче на турнире был выбит венесуэльцем Педро Гамарро. Корреа продолжал выходить на ринг вплоть до 1979 года, однако в последнее время уже не показывал сколько-нибудь значимых результатов и не принимал участия в крупнейших международных турнирах.
После завершения спортивной карьеры Эмилио Корреа работал тренером, в частности, в период 1992—1994 сотрудничал с национальной сборной Боливии. Его сын Эмилио-младший тоже стал довольно известным боксёром, выиграл серебряную медаль на Олимпийских играх 2008 года в Пекине.
Умер 11 марта 2024 года в возрасте 70 лет.